# Asplundia multistaminata
Asplundia multistaminata är en enhjärtbladig växtart som beskrevs av Gunnar Wilhelm Harling. Asplundia multistaminata ingår i släktet Asplundia och familjen Cyclanthaceae. Inga underarter finns listade.